# Мацей Шерфхен
Мацей Шерфхен (пол. Maciej Scherfchen, нар. 24 лютого 1979, Шамотули) — польський футболіст, що грав на позиції півзахисника.
Виступав, зокрема, за клуб «Лех», а також національну збірну Польщі.
Дворазовий володар Кубка Польщі.

## Клубна кар'єра
У дорослому футболі дебютував 1995 року виступами за команду «Сокул» (Пневи), в якій провів два сезони. 
Згодом з 1998 по 2003 рік грав у складі команд «Лех», «Полонія» та «Відзев».
Своєю грою за останню команду знову привернув увагу представників тренерського штабу клубу «Лех», до складу якого повернувся 2003 року. Цього разу відіграв за команду з Познані наступні п'ять сезонів своєї ігрової кар'єри.
Протягом 2008—2012 років захищав кольори клубів «Рух» (Хожув), «Арка», «Пафос», «Варта» (Познань) та «Олімпія» (Ельблонг).
Протягом 2013 року виступав за клуб «Нєльба» (Вонгровець).

## Виступи за збірну
У 2004 році дебютував в офіційних матчах у складі національної збірної Польщі.
Загалом протягом кар'єри в національній команді, яка тривала 3 роки, провів у її формі 2 матчі.

## Титули і досягнення
- Володар Кубка Польщі (2):

«Полонія»: 2000-2001
«Лех»: 2003-2004